# Kampaň Kamaly Harrisové v prezidentských volbách 2024

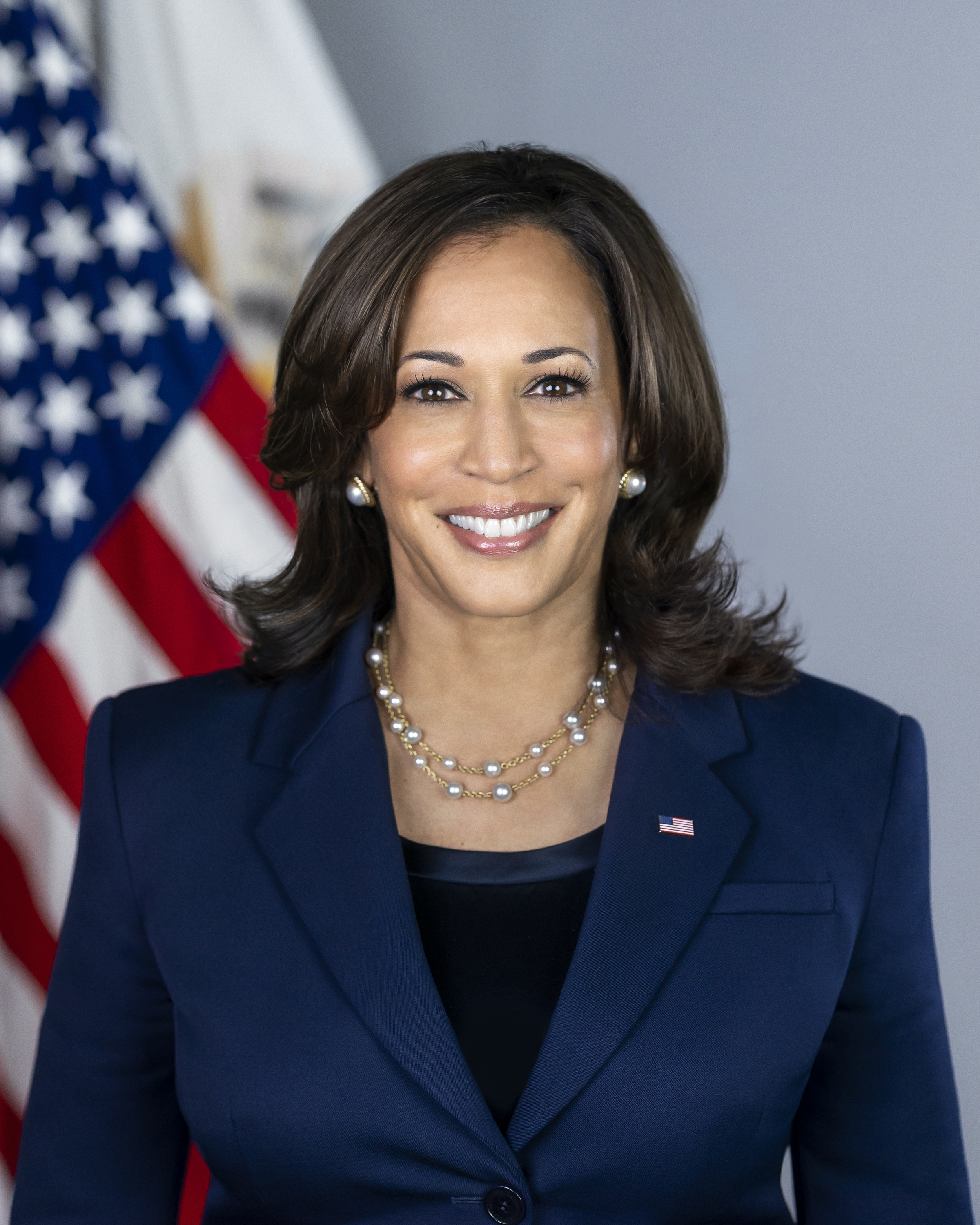

Kamala Harrisová, 49. současná viceprezidentka Spojených států amerických, oznámila 21. července 2024 svou kandidaturu na prezidentský úřad v roce 2024 poté, co současný prezident Joe Biden stáhl svou kandidaturu a podpořil ji. Harrisová se stala oficiální kandidátkou Demokratické strany 5. srpna a následující den si vybrala za svého spolukandidáta guvernéra Minnesoty Tima Walze.
Harrisová se dostala do celostátního povědomí v roce 2016 během své kampaně do Senátu Spojených států. Do širšího povědomí se dostala, když usilovala o stranickou nominaci pro prezidentské volby v roce 2020, ale z kandidatury odstoupila a podpořila Joea Bidena. Následně byla vybrána jako jeho spolukandidátka. Poté, co tato dvojce vyhrála všeobecné volby, stala se Harrisová první viceprezidentkou Spojených států.
Harrisová v některých otázkách zastává podobnou domácí politiku jako Biden, podporuje právo na potrat, práva LGBT+ a legislativu zaměřenou na potírání klimatické krize. Podporuje také environmentální spravedlnost a reformy imigračního systému. V zahraniční politice se podobně staví proti ruské invazi na Ukrajinu, ale v porovnání s Bidenem je vnímána jako přátelštější k Palestincům během války Izraele s Hamásem. Výslovně však nesignalizovala změnu politiky v otázce Gazy. Harrisová se od Bidena odchýlila v ekonomických otázkách a navrhla svůj vlastní populistický ekonomický program.
Po prezidentských volbách, ve kterých nakonec prohrála, uvedla v červenci 2025, že plánuje vydat knihu popisující své zážitky během prezidentské kampaně.

## Pozadí
Harrisová vstoupila do demokratických primárek v lednu 2019, v té době jako senátorka za Kalifornii. V debatách byla kritizována oponenty za své dosavadní působení ve funkci kalifornské generální prokurátorky, zejména pokud jde o její dřívější postoje k marihuaně, peněžitým kaucím, reformě podmíněného propuštění a údajné nedbalosti při vyšetřování policejních přestupků. Stagnující průzkumy a problémy se získáváním finančních prostředků v listopadu začaly znamenat možný konec její kampaně. Vzhledem k nesrovnalostem v personálním obsazení, nedostatku finančních prostředků a celkově špatně vedené kampani se v prosinci 2019 oficiálně stáhla z demokratických primárek. Dne 8. března 2020 podpořila Joea Bidena a 11. srpna 2020 si ji Biden vybral za svou spolukandidátku. Po vítězství Bidena a Harrisové ve všeobecných volbách se po své inauguraci 20. ledna 2021 stala první ženou na postu viceprezidentky Spojených států amerických.

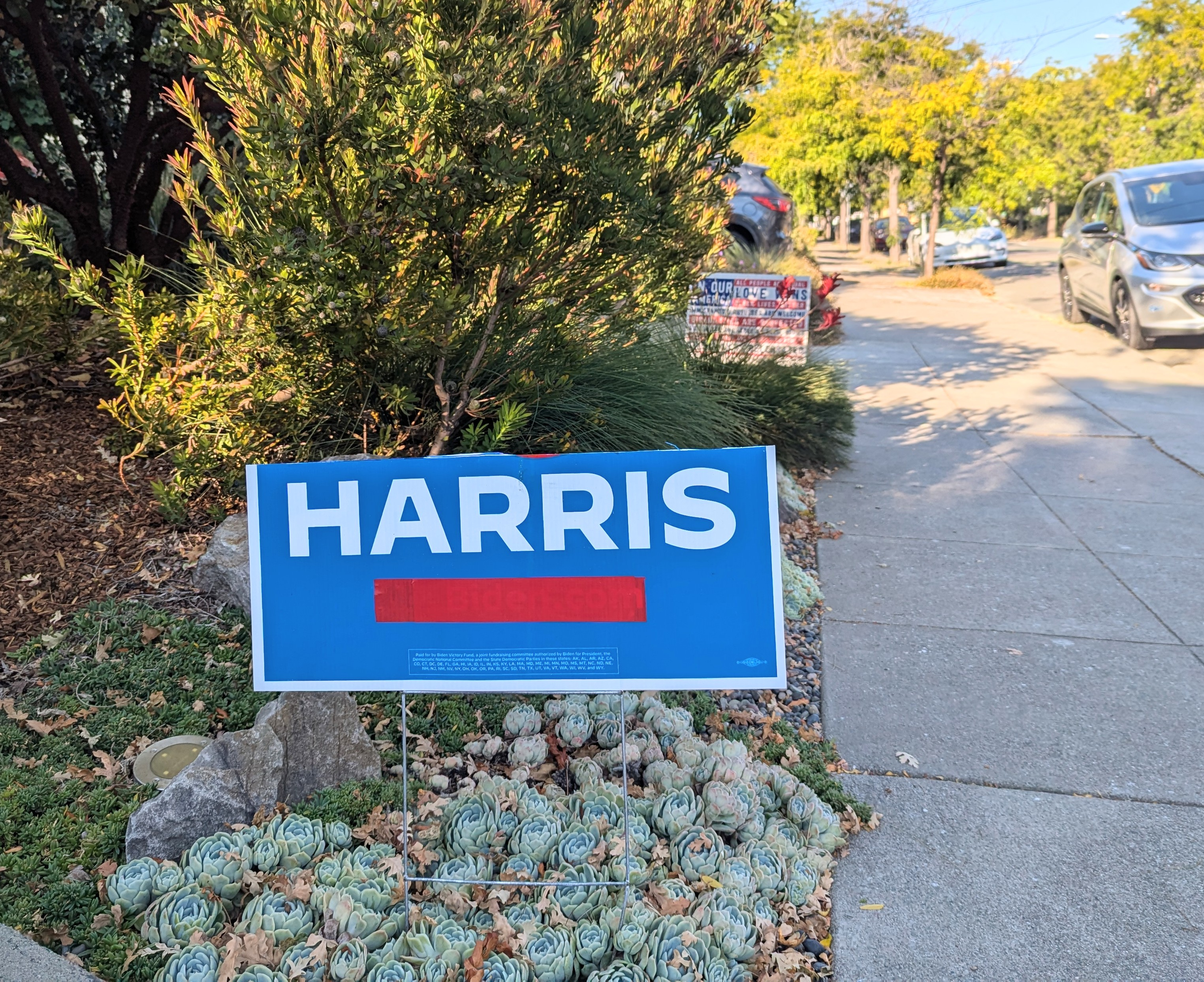
Improvizovaná cedule podporující kandidaturu Kamaly Harris s přeškrtnutým jménem Joe Bidena

V říjnu 2023 Harrisová odmítla spekulovat o tom, co by se stalo, kdyby Biden, prezident a očekávaný demokratický kandidát pro prezidentské volby v roce 2024, ze soutěže z důvodu pochybností o svém zdraví odstoupil. Po první prezidentské debatě dne 27. června 2024 vzrostly obavy ohledně věku a způsobilosti tehdejšího předpokládaného kandidáta Bidena vykonávat funkci ve druhém volebním období. Biden se zpočátku „agresivně“ bránil myšlence, že by měl odstoupit. Dne 28. června The New York Times napsaly, že většina demokratů si sice nepřeje, aby ho Harrisová nahradila, ale v případě jeho odstoupení by byla nejpravděpodobnější volbou; měla vyšší hodnocení než Biden a další demokratičtí uchazeči o prezidentské volby v roce 2028, například Gavin Newsom.
Na sociálních sítích se v reakci na Bidenovu a Trumpovu debatu objevil starý klip, na kterém se Harrisová ptá publika: „Moje matka nám někdy dávala zabrat a říkala nám: Nevím, co je s vámi mladými špatně. Myslíte si, že jste právě spadli z kokosovníku? Ne, odpověděla jsem,“ prohlásila politička a pak se sama hlasitě rozesmála a živě gestikulovala. „Žijeme v kontextu všeho, co je kolem nás a co bylo před námi,“ dodala a žoviální tón rychle změnila zpět ve vážný. Právě to se - společně s nejasností bonmotu o kokosové palmě - stalo zprvu terčem opoziční kritiky a později vtipů a pozornost, kterou video Harrisové přineslo, posílila myšlenku její nominace.

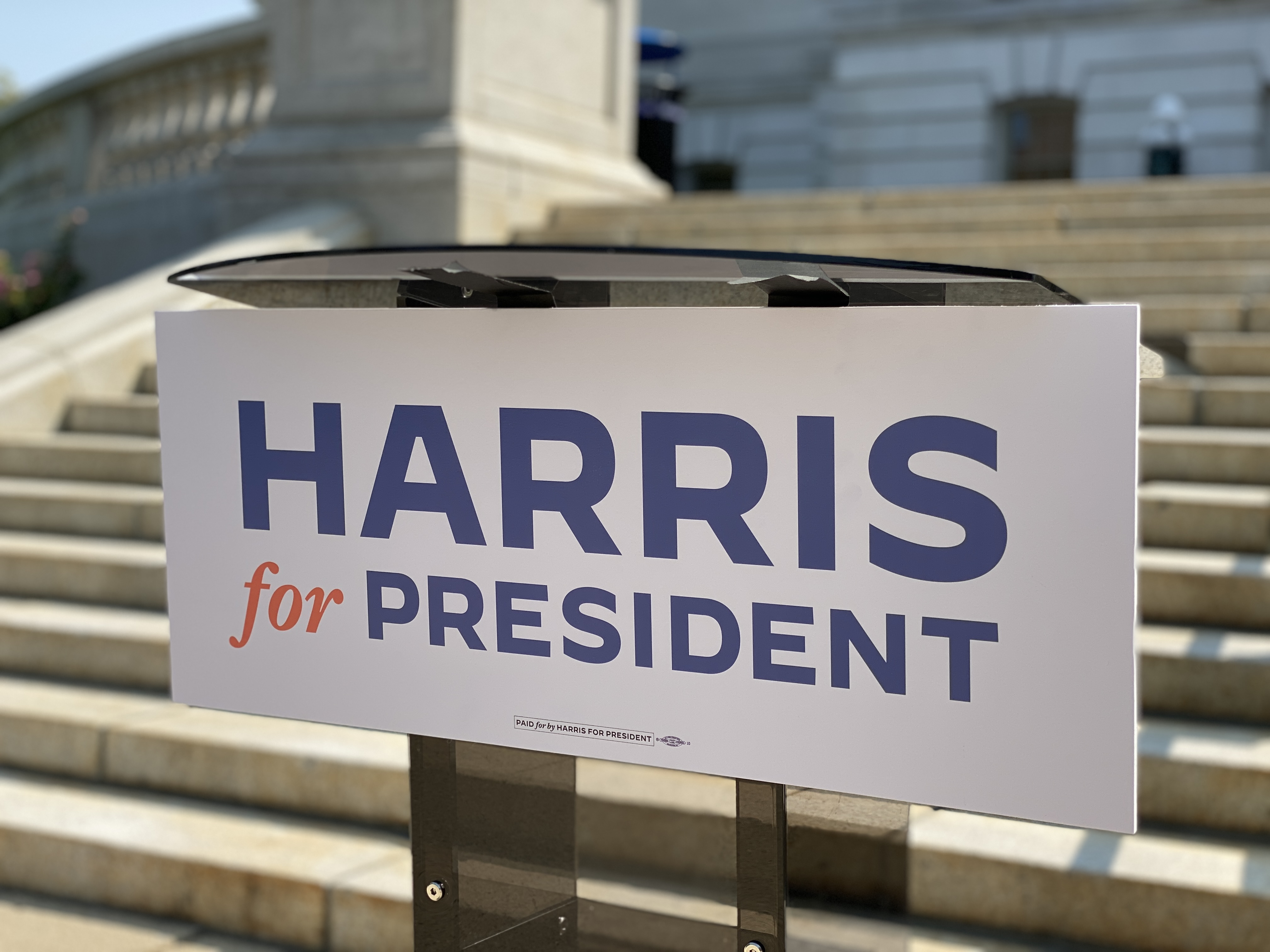
Logo kampaně u řečnického pultíku

Do 3. července se o Harrisové jako o potenciální Bidenově náhradě hovořilo mezi vysoce postavenými demokraty a reakce různých demokratů na tuto volbu se pohybovaly od „přijetí přes zděšení až po rezignaci.“ Obhajovala Bidena s tím, že debata „nebyla jeho nejlepší hodinou“, ale že „výsledek těchto voleb nemůže být určen jedním červnovým dnem.“ I přesto její spojenci začali vymýšlet strategii, jak z ní udělat demokratickou kandidátku, pokud by úřadující prezident odstoupil. Během republikánského národního sjezdu 2024, který se konal od 15. do 18. července 2024, byla častým terčem útočných projevů, v nichž řečníci často zmiňovali její viceprezidentství. Dne 17. července kampaň Donalda Trumpa, republikánského kandidáta ve volbách, odmítla vybrat termín pro viceprezidentskou debatu s J. D. Vancem, Trumpovým spolukandidátem, s tím, že není jasné, kdo bude viceprezidentským kandidátem demokratů, pokud Biden odstoupí.
Deník The Hill 18. července informoval, že Biden v nejbližších dnech vystoupí s projevem o budoucnosti své politické kariéry a že kongresoví demokraté očekávají, že novým kandidátem bude Harrisová. O den později demokraté „v tichosti mapovali“, zda a jak Harris ve volbách zvítězí, ale uvažovalo se i o dalších kandidátech, například o Gretchen Whitmerové a Joshi Shapirovi. Dne 21. července 2024 Biden na nátlak demokratů z voleb odstoupil a podpořil jako svého nástupce Harrisovou.

## Kampaň

### Oznámení
Dne 21. července 2024 Harrisová oznámila svůj záměr ucházet se o demokratickou nominaci a Bidenův volební výbor podal u Federální volební komise dokumenty ke změně názvu výboru pro podporu Harrisové.

### Předpokládaná kandidátka
O den později oznámila Harrisová získání dostatečný počet delegátů jednotlivých států k tomu, aby získala nominaci a stala se předpokládanou kandidátkou. 23. července CNN odhadla, že si zajistila dostatečný počet delegátů k získání nominace, ačkoli tyto podpory nebyly závazné.

### Výběr viceprezidenta

#### Potenciální kandidáti
Jeden z úředníků 23. července pro ABC News uvedl, že Kelly a Shapiro jsou hlavními kandidáty, zatímco jiný zdroj následujícího dne pro Talking Points Memo uvedl, že další hlavní volbou je Roy Cooper. Dne 23. července noviny Financial Times uvedly, že Cooper, Kelly a Shapiro se stali hlavními kandidáty, přičemž dárci preferují Coopera nebo Shapira a „hollywoodští demokraté“ podporují Kellyho.
Deník The New York Times 24. července uvedl, že se „vážně uvažuje“ také o Timu Walzovi.

Dne 26. července deník The Washington Post a televize MSNBC uvedly že podle lidí blízkých kampani jsou Cooper, Kelly a Shapiro v užším seznamu. 27. července však Bloomberg News uvedl, že Kelly, Shapiro a Walz jsou třemi finalisty. Dne 28. července USA Today informoval o Andym Beshearovi jako o „jednom z nejvýznamnějších potenciálních kandidátů“, které Harrisova kampaň prověřuje. 29. července CNBC uvedla, že na užším seznamu kandidátů na spolukandidáta je ministr dopravy Pete Buttigieg. Dne 29. července The New York Times informoval, že Cooper dobrovolně stáhl své jméno z úvah. 

Užší výběr kandidátů
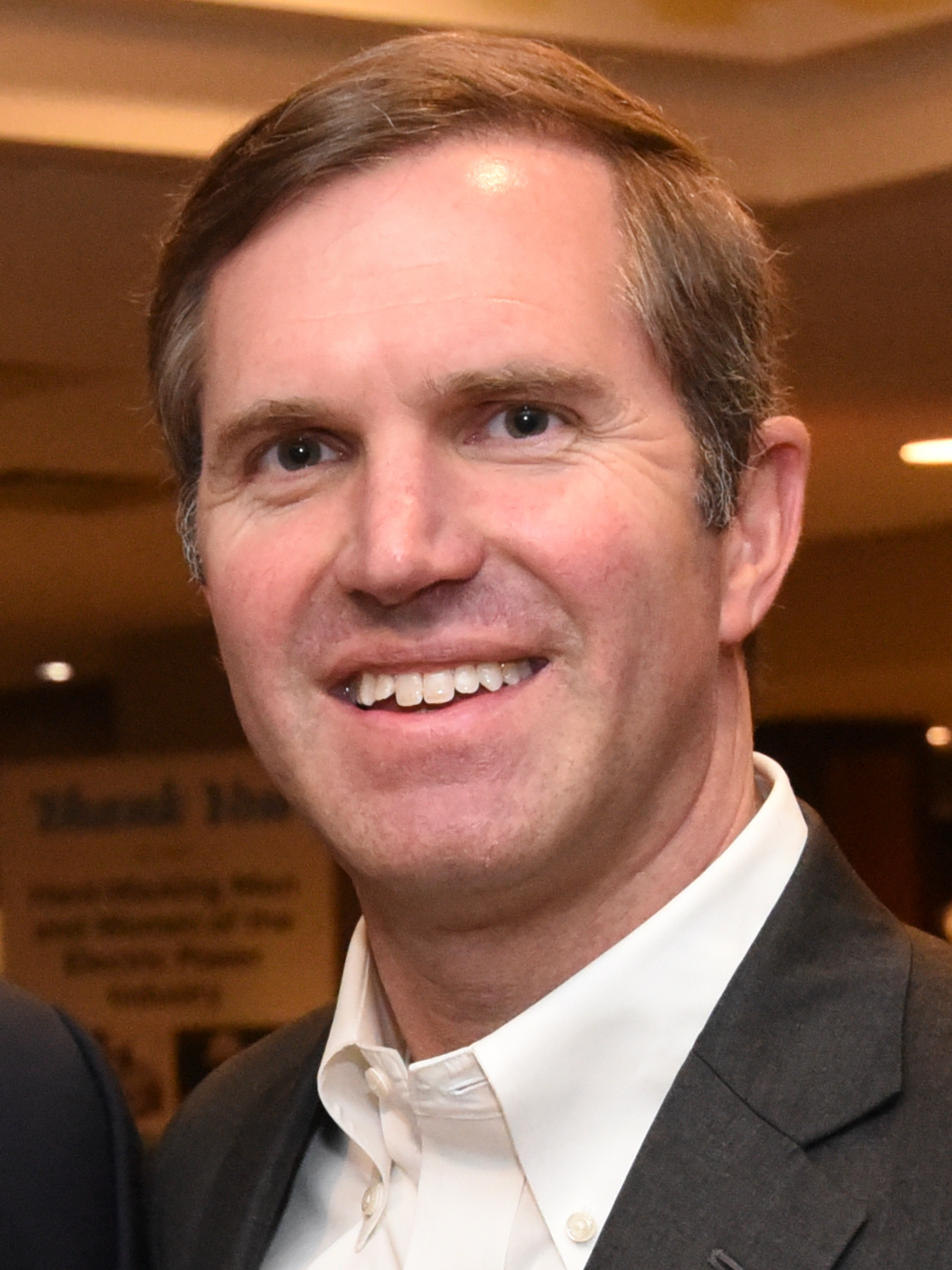
Andy Beshear, guvernér Kentucky (od 2019)
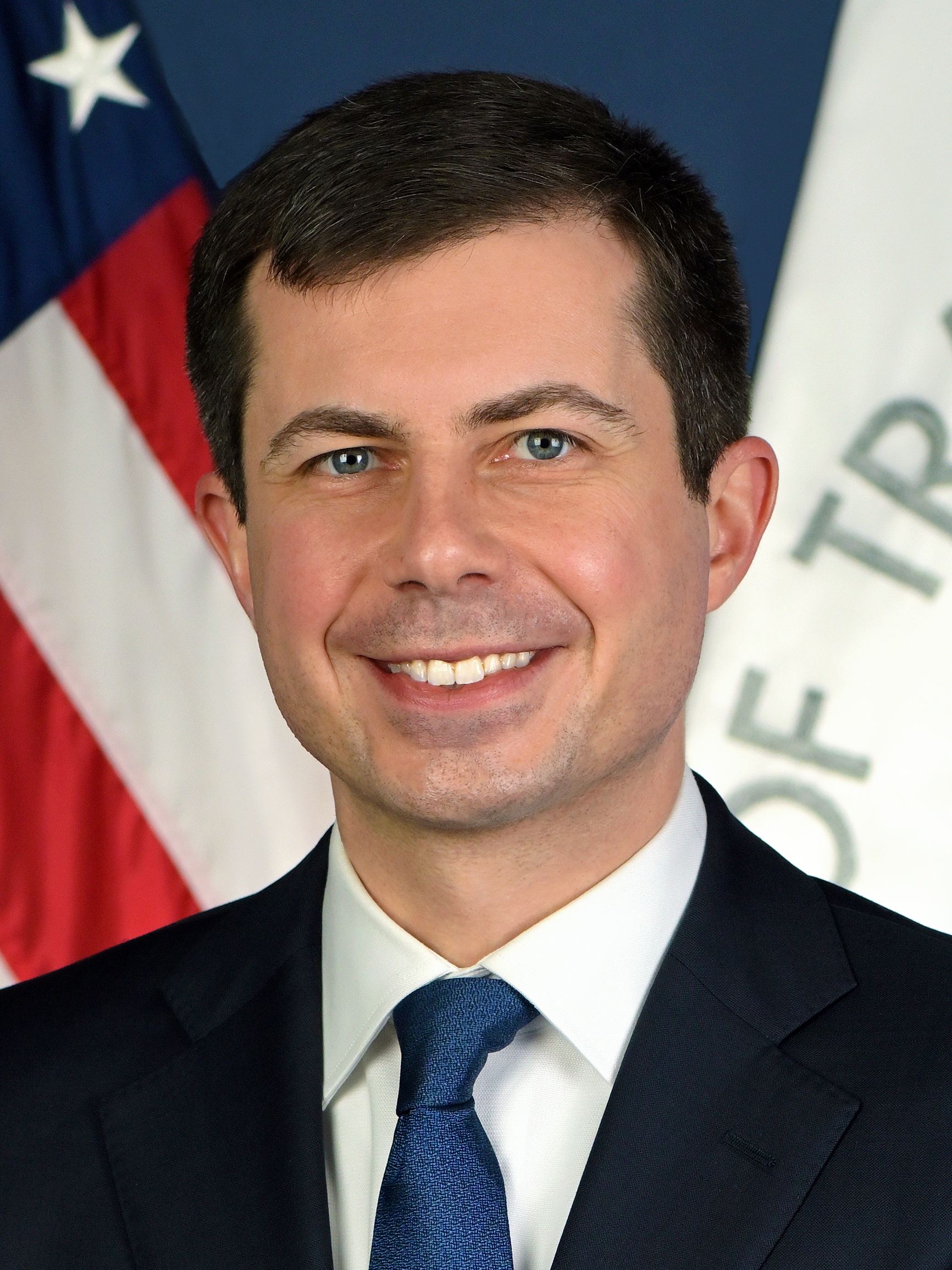
Pete Buttigieg, ministr dopravy (od 2021)
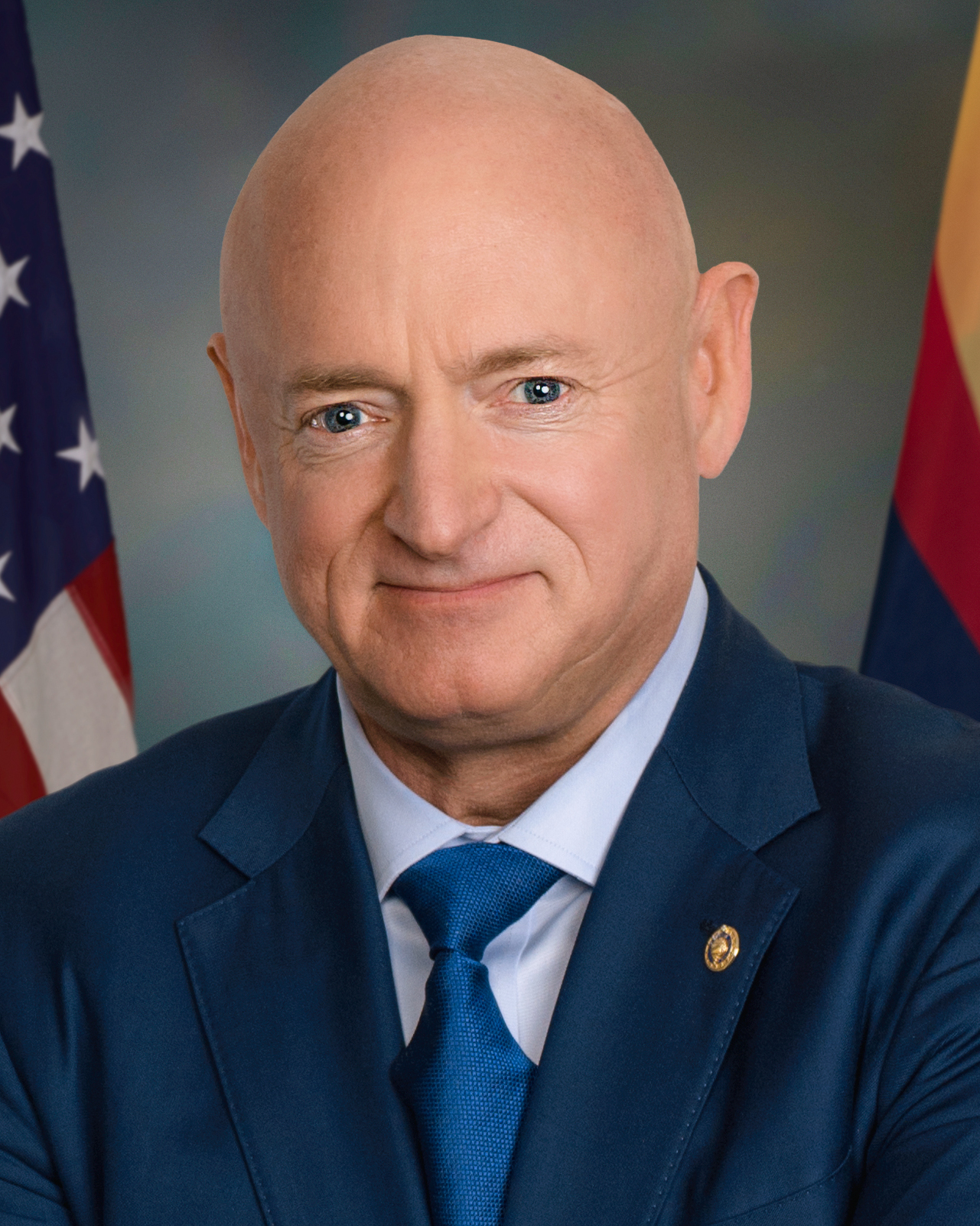
Mark Kelly, senátor za stát Arizona (od 2020)
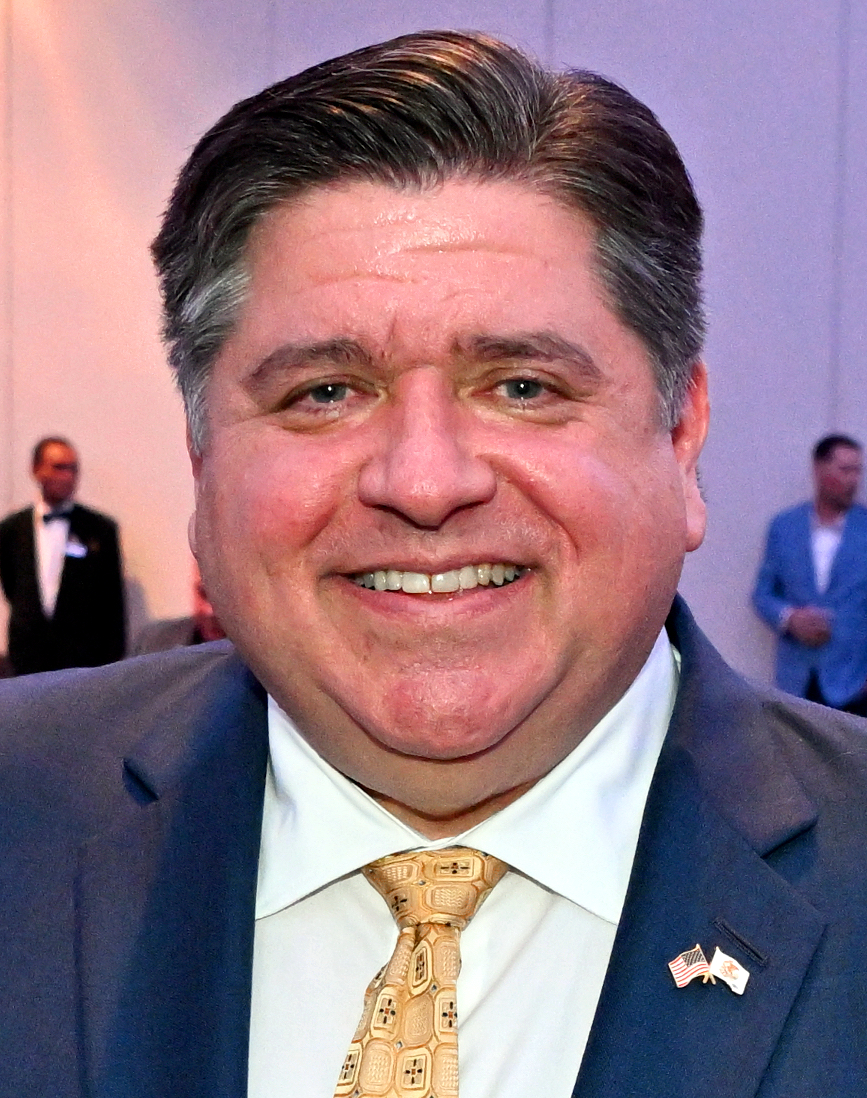
J.B. Pritzker, guvernér Illinois (od 2019)
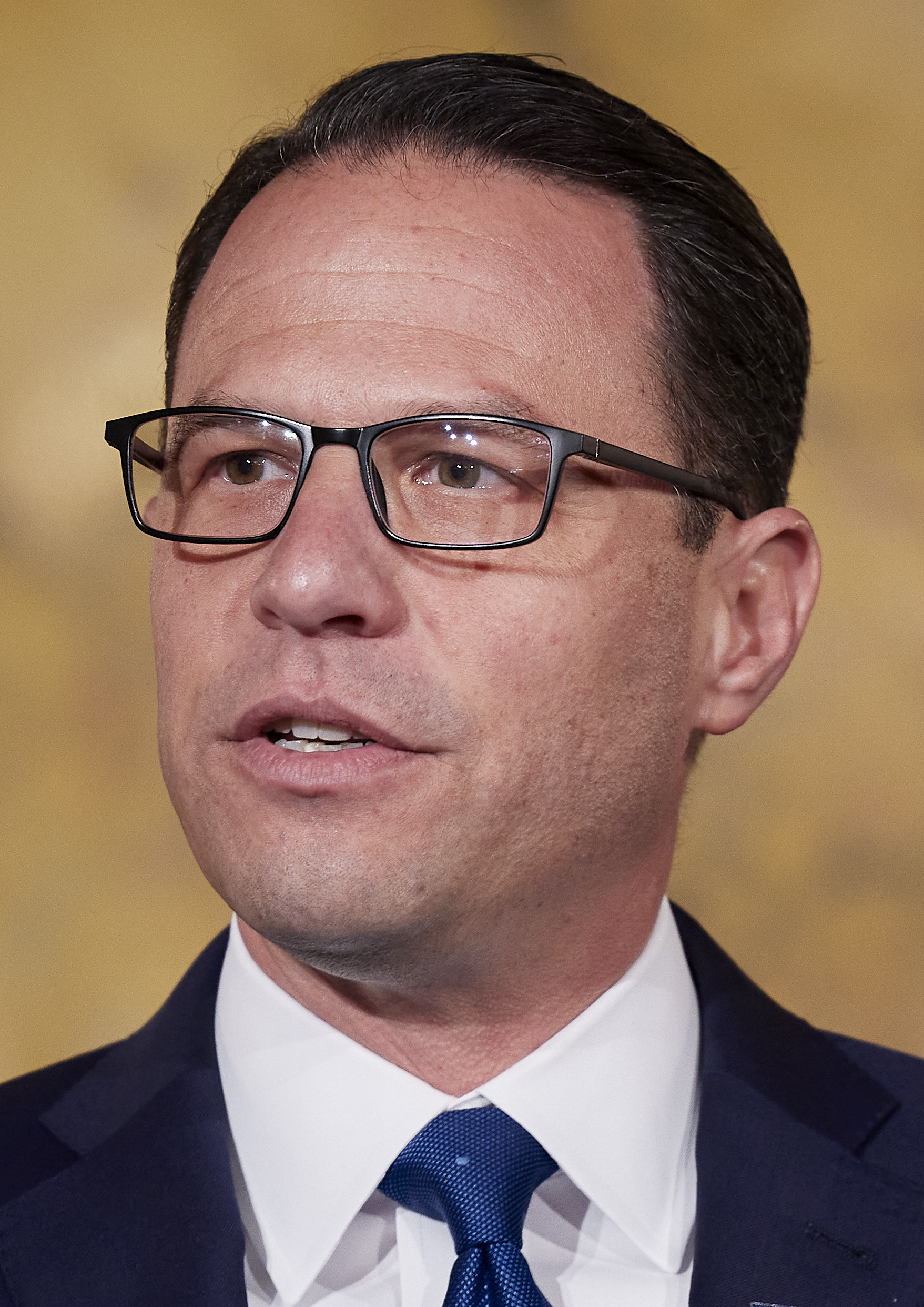
Josh Shapiro, guvernér Pensylvánie (od 2023)
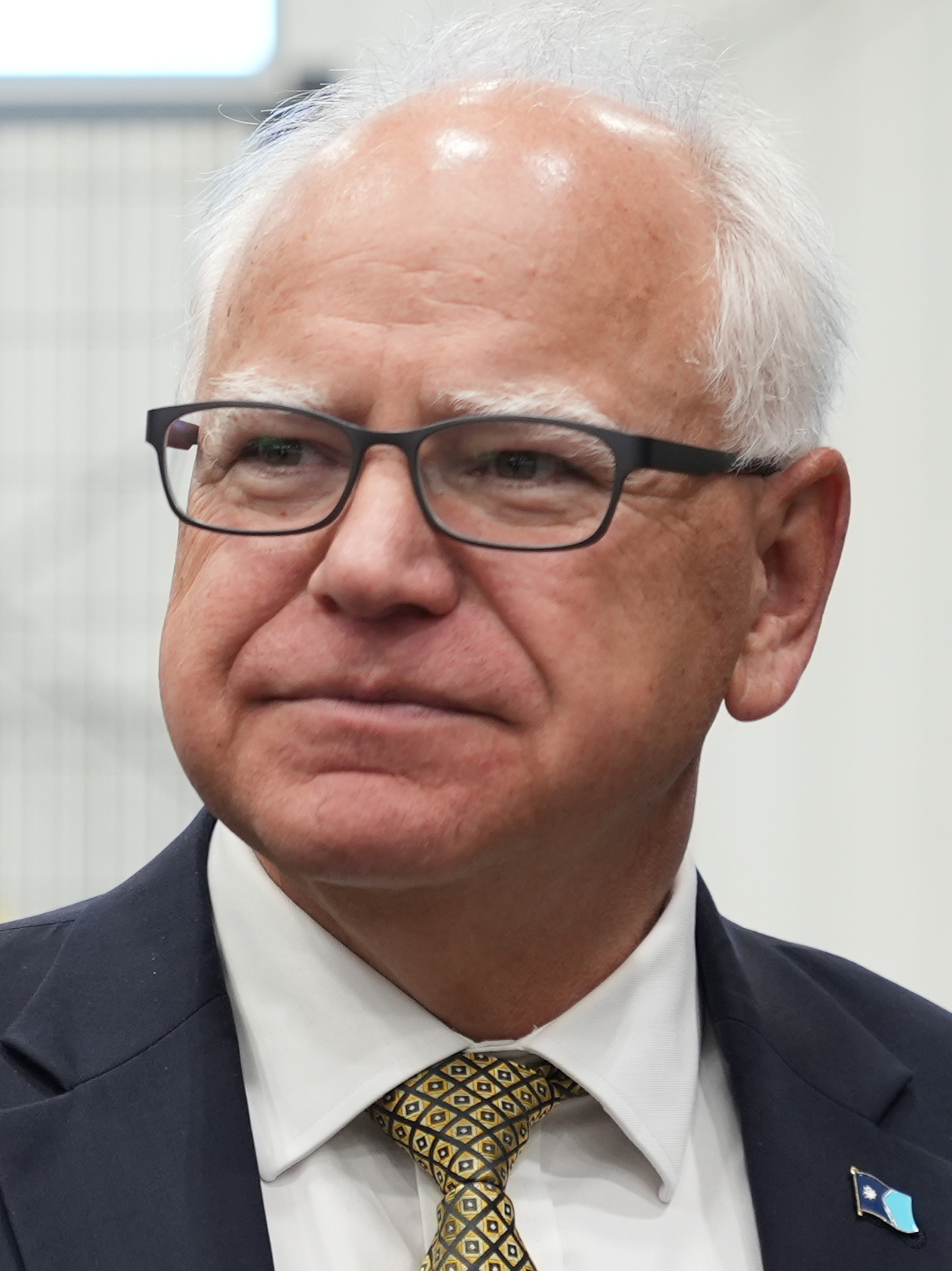
Tim Walz, guvernér Minnesoty (od 2019)

#### Výběr Tima Walze

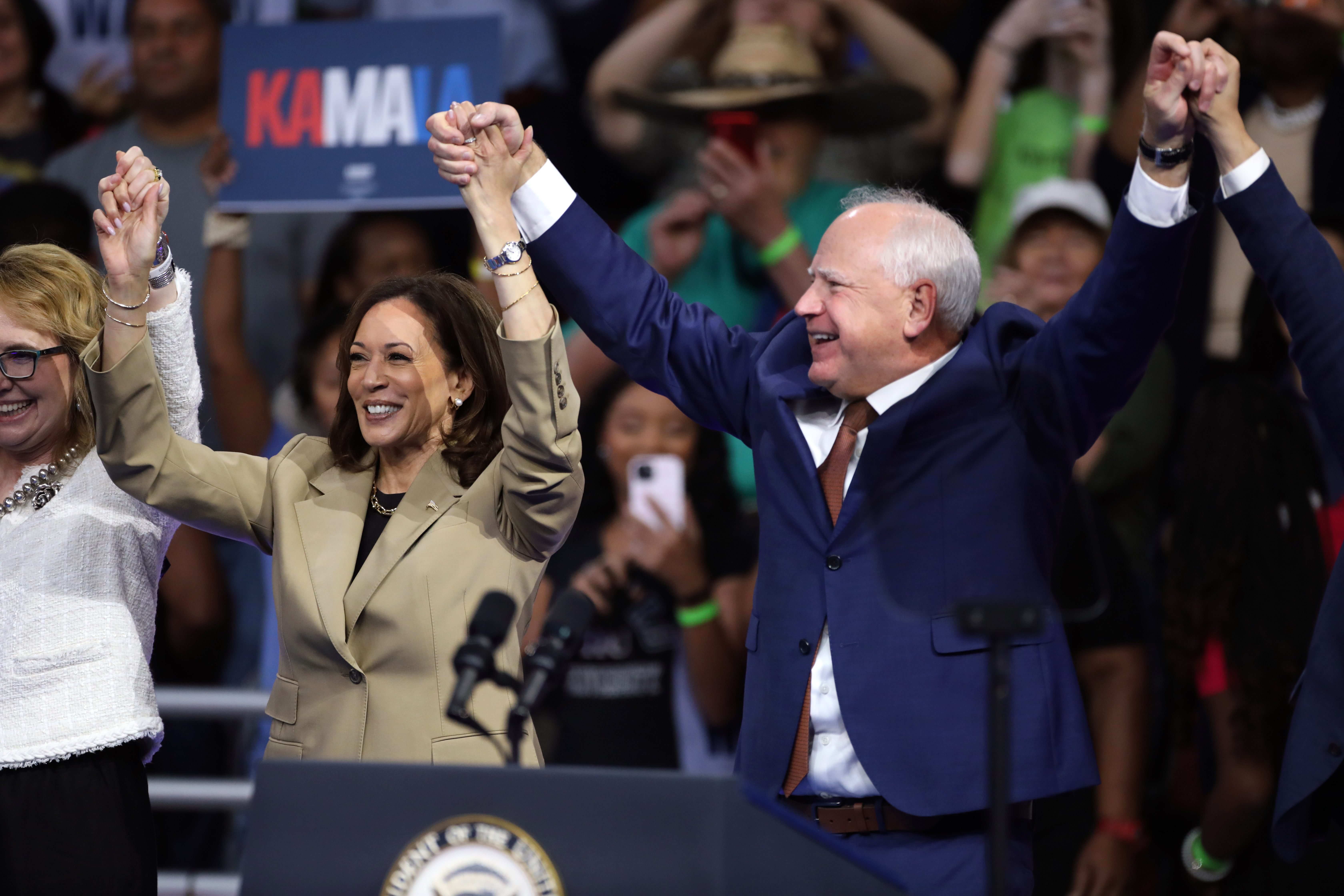
Kamala Harrisová a Tim Walz během kampaně

Dne 1. srpna NBC News informovala, že se tým Harrisovy kampaně oficiálně setkal se šesti finalisty: Andy Beshearem, Pete Buttigiegem, Markem Kellym, Joshem Shapirem, Timem Walzem a guvernérem státu Illinois J. B. Pritzkerem. Pritzker předtím popřel, že by v červenci obdržel prověrkové materiály, nicméně ke konci měsíce bylo oznámeno, že absolvoval dva prověrkové rozhovory. Téhož dne Bloomberg News a Politico informovaly, že se Harrisův prověrkový tým soukromě sešel s Kellym a Shapirem. Deník The New York Times téhož dne informoval, že prověřovací proces vedený Ericem Holderem byl ukončen. V téže zprávě bylo uvedeno, že z hlavní šestice byli favority Shapiro, Kelly a Walz.
Dne 4. srpna Harrisová vedla osobní pohovor se Shapirem, Kellym a Walzem v Number One Observatory Circle. Následně 5. srpna bylo oznámeno, že výběr se zúžil na Walze a Shapira. Později téhož dne se však Harrisová rozhodla však „vyspat se na to“ a ráno informovat o výběru svého spolukandidáta. A skutečně si následujícího dne, 6. srpna, vybrala vojenského veterána a guvernéra Minnesoty Tima Walze. Dne 22. srpna Tim Walz oficiálně přijal svoji kandidaturu.

### Financování
V den, kdy bylo oznámeno Bidenovo odstoupení, oznámila demokratická fundraisingová platforma ActBlue, že se podařilo vybrat více než 50 milionů dolarů, což byl největší dárcovský den od smrti Ruth Bader Ginsburgové v roce 2020. Během prvních 24 hodin prezidentské kampaně Kamaly Harrisové se podařilo vybrat 81 milionů dolarů v drobných dolarových darech, což je nejvyšší jednodenní částka ze všech prezidentských kandidátů v historii. Dne 1. srpna, deset dní po zahájení kampaně, vybrala Harrisová prostřednictvím ActBlue 310 milionů dolarů v drobných dolarových darech.
Byla založena řada skupin pro získávání prostředků zdola, které pořádaly virtuální organizační výzvy, včetně White Dudes for Harris, South Asian Women for Harris, Latinas for Harris, Native Women + Two Spirit for Harris, Women for Harris, Caribbean-Americans for Harris, Filipino Americans for Harris, Disabled Voters for Harris, Win With Black Women, Win With Black Men a White Women: Answer the call.
Během 24 hodin po oznámení Tima Walze jako Harrisova spolukandidáta vybrala kampaň 36 milionů dolarů. Harris a Walz uspořádali 11. srpna v hotelu Fairmont v San Franciscu soukromou sbírku, na které se sešlo 700 účastníků a na které se vybralo 12 milionů dolarů. Sbírky se zúčastnili například investoři a podnikatelé John Doerr, Reid Hoffman a Tom Steyer. V týdnu od 12. srpna Walz vedl řadu soukromých fundraisingových akcí v Orange County v Kalifornii, na Rhode Islandu, Bostonu, Denveru a Southamptonu v New Yorku.

### Hudba
Harrisová používá jako oficiální píseň své kampaně píseň „Freedom“ od Beyoncé, kterou získala v den svého prvního shromáždění od společnosti Parkwood Entertainment. Dne 20. srpna 2024 zveřejnil mluvčí republikánské strany pro prezidentské primárky Steven Cheung na Twitteru třináctisekundové video z Trumpova příjezdu na shromáždění v Detroitu v Michiganu, na kterém použil stejnou píseň. Následující den zaslalo nahrávací studio a hudební vydavatelství zpěvačky Beyoncé Trumpovi výzvu k zastavení používání písně bez povolení. Poté, co byl Walz představen jako její spolukandidát, používala kampaň na mítincích jako jeho doprovodnou hudbu nejprve skladbu „Born to Run“ od Bruce Springsteena, ale později začal místo ní do 13. srpna používat skladbu „Small Town“ od Johna Mellencampa. V srpnu 2024 poté, co Trump na mítinku bez povolení a proti jejich vůli použil píseň „My Hero“ od skupiny Foo Fighters, vydala kapela prohlášení, že veškeré zvýšené honoráře z jejího použití budou věnovány přímo demokratické prezidentské kampani 2024.

### Brat meme

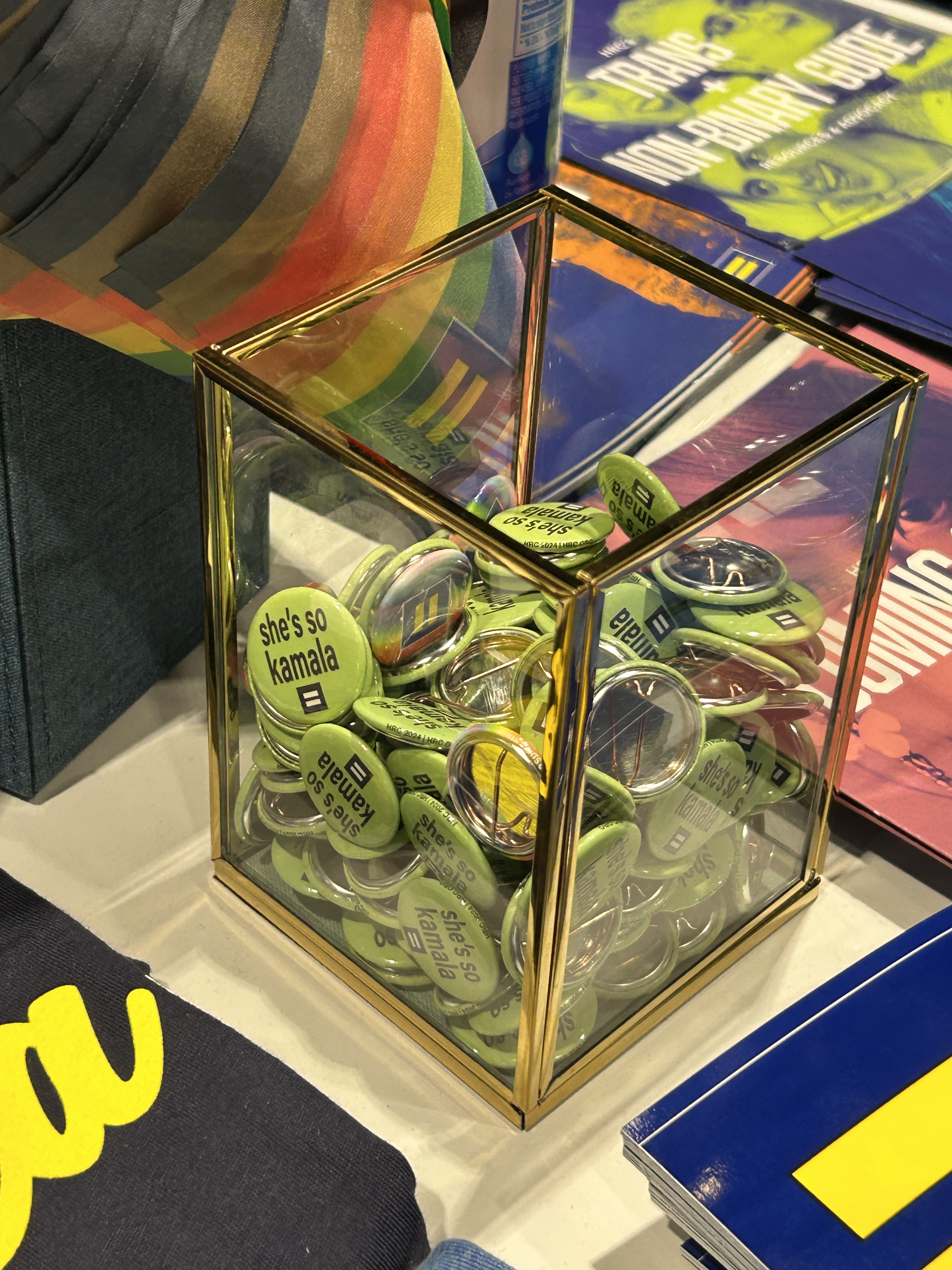
Placky na podporu Harrisové inspirované albem Brat

Dne 22. července 2024 napsala populární zpěvačka Charli XCX na sociální síť X „Kamala IS brat“ (česky „Kamala je spratek“) s odkazem na její poslední album Brat. Vedení kampaně se rozhodlo popularity internetového memu využít a jeho vizuál využilo.

### Reklama
Digitální reklama s písní „Freedom“ byla vypuštěna 25. července. Dne 8. srpna Harrisové kampaň vydala reklamu v angličtině a španělštině s názvem „Determination“ (Odhodlání), která byla zaměřena na latinskoamerické voliče v nerozhodnutých státech. Následující den byla vydána další reklama s názvem „Tougher“ (Tvrdší) zaměřená na jižní hranici, v níž byla Harrisová označena za „prokurátorku hraničních států.“

#### Reklamy ve vyhledávači Google
Harrisové kampaň byla předmětem kritiky za to, že upravovala titulky a popisy zpráv v rámci reklam ve vyhledávači Google tak, aby vyvolávaly falešný dojem, že její kandidaturu podporují významná vydavatelství, jako jsou The Guardian, Reuters a CBS News. Podle Axiosu tyto reklamy, které se objevily v konkrétních kanálech vyhledávače Google, obsahují odkazy na legitimní zpravodajské články. Bylo však zjištěno, že zprávy v reklamách, které se tváří, že podporují Kamalu Harrisovou a zrcadlí titulky skutečných zpravodajských publikací, jsou ve skutečnosti vytvořeny kampaní demokratů. V reakci na to Jane Kirtleyová, profesorka mediální etiky na Minnesotské univerzitě, zdůraznila klamavou povahu této praxe a uvedla: „Jde o klamání.“ Kromě toho Patrick Maks, mluvčí agentury Associated Press (AP), v reakci na umístění Harrisovy reklamy uvedl, že „žurnalistika AP je nezávislá, založená na faktech a nestranická a nesmí být žádným způsobem zkreslována.“

## Události kampaně

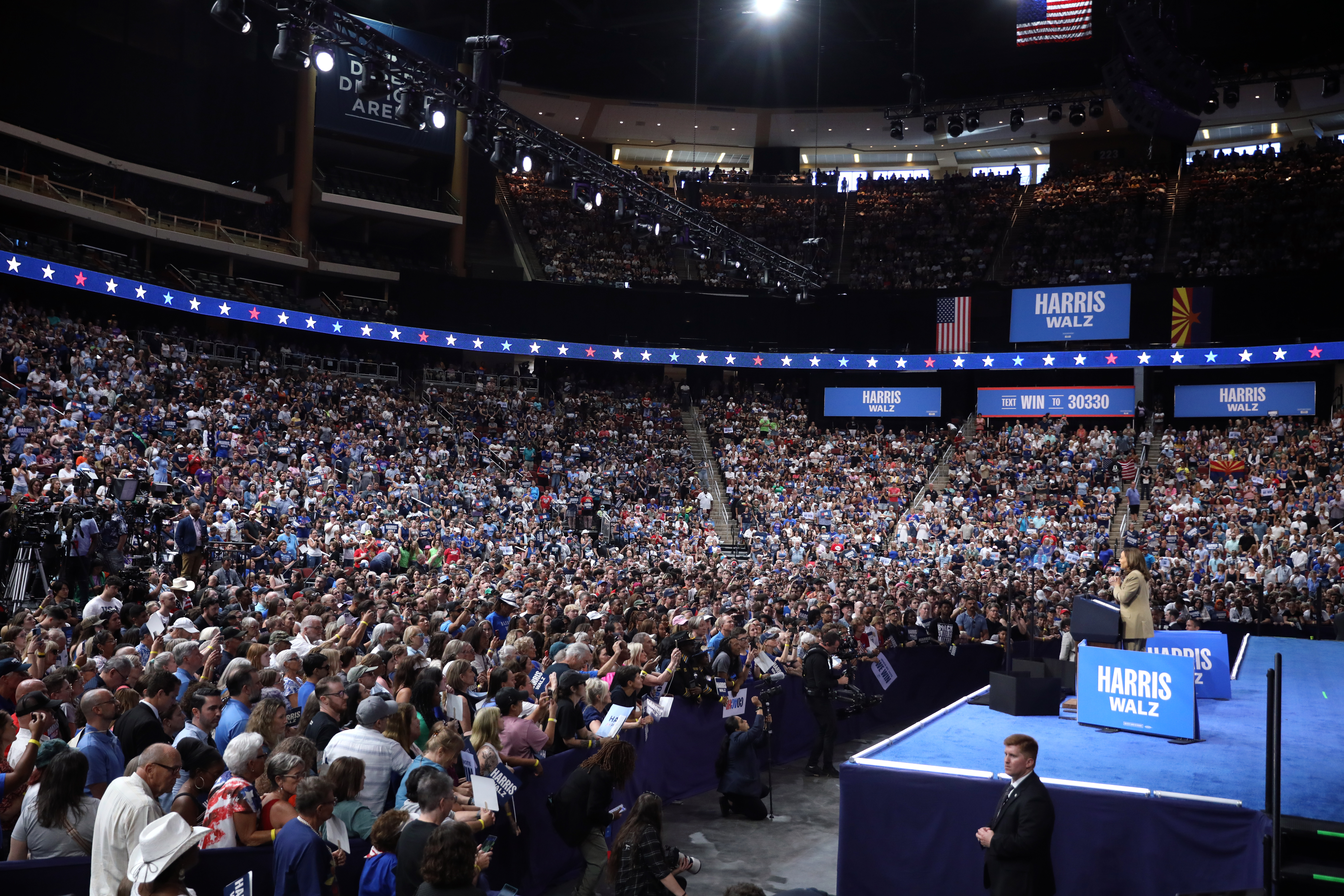
Setkání Kamaly Harris se svými podporovateli v Glendale v Arizoně

Harrisová uspořádala svůj první předvolební mítink 23. července 2024 v tělocvičně West Allis Central High School ve West Allis ve Wisconsinu; republikánský národní sjezd se konal o týden dříve v nedalekém Milwaukee. Podle mluvčího kampaně Kevina Muñoze se na akci údajně sešlo více lidí než na jakékoli akci Bidenovy kampaně v roce 2024.
Dne 30. července Harrisová uspořádala akci v Atlantě ve shromažďovacím centru Georgia State University, kde osmitisícovému davu řekla: „No Donalde, setkáme se na debatě. Snad mi to všechno řekneš do očí.“ Shromáždění se zúčastnili také Megan Thee Stallion a Quavo, přičemž Megan Thee Stallion vystoupila s několika písněmi a věnovala se reprodukčním právům a Quavo promluvil o své a Harrisové práci v oblasti prevence násilí páchaného střelnými zbraněmi.

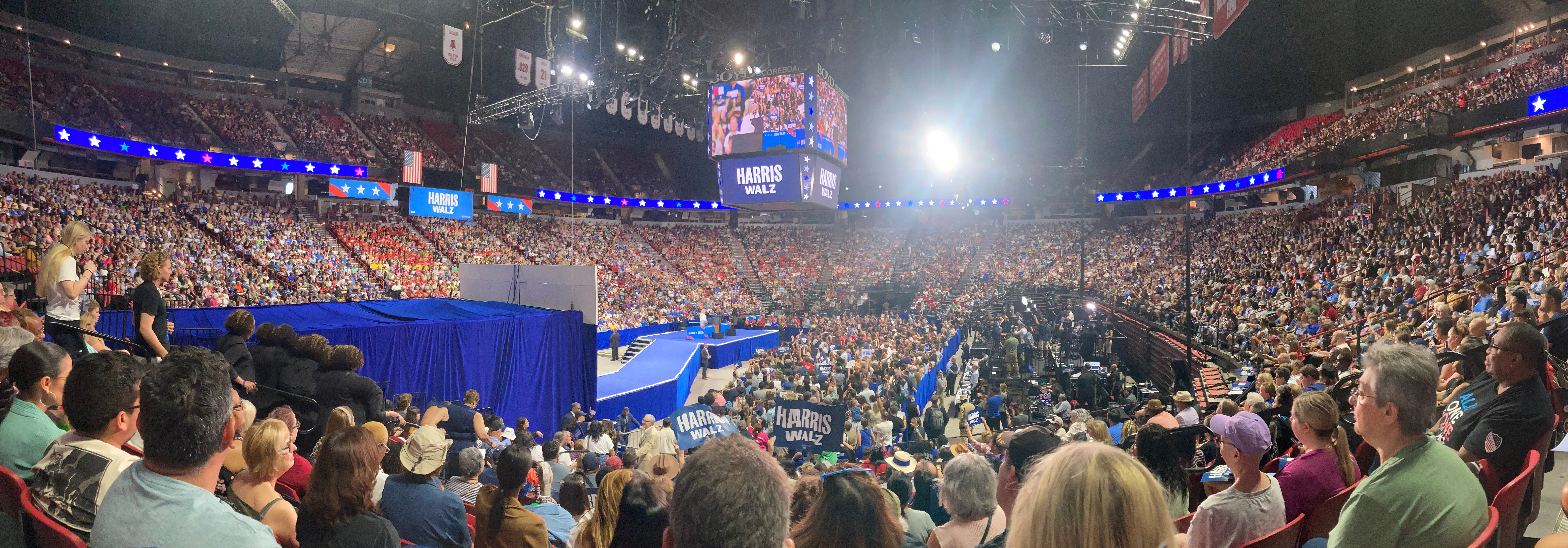
Setkání Kamaly Harris a Tima Walze v Las Vegas

První shromáždění Harrisové, na kterém vystoupil její spolukandidát Tim Walz, se konalo 6. srpna ve Filadelfii v Liacouras Center na Temple University. Vedení kampaně uvedlo, že se jí zúčastnilo 12 000 lidí. Následující den Harrisová a Walz uspořádali mítinky v Eau Claire ve Wisconsinu a v Romulusu v Michiganu.
Akce plánovaná na 8. srpna v Raleighu v Severní Karolíně byla odložena kvůli hurikánu Debby, stejně jako plánovaný mítink v Savannah v Georgii 9. srpna. Harris a Walz místo toho 8. srpna promluvili ve Wayne v Michiganu k místní odborářské organizaci UAW (United Auto Workers), zastupující zaměstnance michiganské montážní továrny Ford.
Na shromáždění na detroitském letišti 7. srpna Harrisovou hecovali propalestinští demonstranti, kteří akci narušili skandováním: „Kamalo, Kamalo, nemůžeš se schovat, nebudeme hlasovat pro genocidu!“ Na to reagovala slovy: „Jsem tu, protože věříme v demokracii. Na hlasu každého z nás záleží, ale já mluvím teď. Mluvím teď.“ Po dalším přerušení Harrisová odpověděla: “Víte co? Pokud chcete, aby vyhrál Donald Trump, tak to řekněte. V opačném případě mluvím já.“ Po svém prohlášení se na demonstranty podívala „uhrančivým pohledem“. Příznivci Harrisové následně přehlušili protestující jásotem a skandováním ‚Kamala‘, zatímco demonstranti byli vyvedeni z místa konání.

## Politické názory
Harrisová svou kampaň formulovala jako „volbu mezi svobodou a chaosem“ a založila ji na ideálech „svobody“ a „budoucnosti“. Harrisová se ve své kampani snažila zdůraznit své zkušenosti z pozice generální prokurátorky a státní zástupkyně, a „obžalovala“ Trumpa poukazováním na jeho 34 odsouzení za trestné činy. Harrisová kandiduje jako umírněná demokratka a od své kandidatury v roce 2019 zmírnila několik svých politických postojů, přičemž se očekává, že mnohé její vnitropolitické postoje se nyní budou podobat Bidenovým. Harrisová se ve svých postojích zaměřuje zejména na otázky reprodukční zdravotní péče, trestní spravedlnosti a občanských práv.
Harrisové kampaň se vyznačuje optimistickým a radostným tónem. Další aspekt Harrisové kampaně se v červenci soustředil na to, že republikány, Trumpa a kandidáta na viceprezidenta J. D Vance několikrát označila za „divné“ (v originále „weird“). Takové komentáře pocházely od Tima Walze, kterého si Harrisová později vybrala za svého spolukandidáta. Během předvolebního fundraisingu v Pittsfieldu ve státě Massachusetts Harrisová řekla: „Možná jste si všimli, že se Donald Trump uchyluje k divokým lžím o mých zásluhách. A některé z toho, co on a jeho protikandidát říkají, no, je to prostě divné. Chci říct, že tohle je přesně ta škatulka, do které je zařadíte.“ Toto a posun k tématu „svobody“ je znatelným odklonem od Bidenova zaměření na demokracii.

### Domácí politika

#### Potraty
Harris podporuje národní ochranu potratů, která byla zrušena po zrušení rozsudku Roe vs. Wade (1973) ve věci Dobbs v. Jackson Women's Health Organization (2022). Za Bidenovy vlády vedla výraznou kampaň za práva na potraty. V březnu 2024 se Harrisová stala první úřadující viceprezidentkou, která navštívila potratovou kliniku, a v červenci 2024 řekla pro portál Politico, že „musíme do zákona zavést ochranu Roe“ (tedy práva na potrat).

#### Legalizace marihuany
Harrisová podporuje úplnou federální legalizaci konopí a jeho úplné vyjmutí ze zákona o kontrolovaných látkách. Je tak první prezidentskou kandidátkou velké strany, která tak činí.

#### Občanská práva
Harrisová podporuje snahy o zlepšení rasové spravedlnosti. Podporuje snahy o zlepšení rasové spravedlnosti. Harrisová již dříve podpořila zákon o v policejní práci vycházející z vraždy George Floyda. Harrisová podpořila demilitarizaci policejních oddělení, ale postavila se proti výzvám části společnosti na škrtání rozpočtů policejním složkám. Harrisová byla Bidenem pověřena ochranou demokracie prostřednictvím legislativy o volebních právech díky své práci na zákonu For the People Act.

#### Změna klimatu a energetika
Harrisová je zastánkyní environmentální spravedlnosti, která má řešit dopady klimatických změn na oblasti s nižšími příjmy a barevné obyvatelstvo. Za Bidena podpořila jeho legislativu týkající se klimatu. Harrisová pomohla schválit zákon o snížení inflace, který je největší investicí do řešení klimatických změn a čisté energie v historii USA. Za Bidena však došlo také k rekordní těžbě ropy v USA, kdy více než 13,2 milionu barelů ropy denně překonalo 13 milionů barelů denně vytěžených na vrcholu Trumpova prezidentství a k povolení těžby ropy na Aljašce. Harrisová ve své kampani uvedla, že nepodporuje zákaz frakování.

#### Ekonomika
Kamala Harrisová navrhla zvýšit sazbu daně z příjmu korporací na 28 %, zvýšit daň z kapitálových výnosů na nejvyšší úrovni na 45 % a zavést 25% daň z nerealizovaných kapitálových výnosů pro fyzické osoby s čistým jměním nad 100 milionů dolarů. Harrisová podporuje ekonomické posílení střední třídy a její program se dá shrnout jako proodborářský. Harrisová prosazovala přijetí zákona o investicích do infrastruktury a pracovních místech, financování malých podniků a v minulosti jako senátorka podpořila zákon o daňové úlevě ve výši 6 000 dolarů pro rodiny se středními a nízkými příjmy.
Harrisová slíbila, že se bude zabývat zdražováním, sníží náklady, zakáže skryté poplatky a poplatky z prodlení u finančních institucí, omezí „nespravedlivé“ zvyšování nájemného a omezí náklady na léky na předpis, což by podle ní „snížilo náklady a ušetřilo mnoha rodinám ze střední třídy tisíce dolarů ročně.“ Deník The New York Times popsal Harrisovou jako zastánkyni „myšlenky, že federální vláda musí jednat agresivně, aby podpořila konkurenci a napravila deformace na soukromých trzích“. Viceprezidentka navrhla zvýšit daně korporacím a lidem s vysokými příjmy, aby se financovaly služby pro nižší a střední třídu a snížil deficit. Rovněž navrhla daňové úlevy pro společnosti přinášející ekonomický prospěch, například při výrobě technologií pro boj s globálním oteplováním a při výstavbě cenově dostupného bydlení. Taktéž vyjádřila podporu oddlužení studentů

#### Zbraňová politika
Harrisová učinila ze „svobody žít v bezpečí před zbraňovým zásilím“ důležitý bod své kampaně. Harrisová vyjádřila podporu zákonům o prodeji útočných zbraní civilistům i větším kontrolám držitelů zbraní. Jako viceprezidentka dohlížela na Úřad Bílého domu pro prevenci násilí páchaného střelnými zbraněmi.

#### Zdravotní péče
Harrisová podpořila snahy o posílení pokrytí v rámci zákona o dostupné zdravotní péči, včetně stanovení stropů pro ceny léků na předpis, které si senioři hradí z kapes, na 2 000 dolarů a omezení nákladů na inzulín pro osoby se zdravotním postižením na 35 dolarů, které bylo uzákoněno v rámci zákona o snížení inflace. Harrisová byla zastáncem snahy Bílého domu o zákaz uvádění dluhů za zdravotní péči v úvěrových zprávách. Podpořila rozšířenou daňovou úlevu na děti přijatou v rámci zákona o americkém záchranném plánu z roku 2021, který snížil dětskou chudobu o 20 %. Harrisová vyjádřila podporu zpřístupnění péče o děti a seniory a uzákonění placené rodičovské dovolené. Dne 16. srpna 2024 oznámila návrh daňové úlevy na děti ve výši 6 000 dolarů.

#### Bydlení
Harrisová navrhla nasměrovat 40 miliard dolarů stavebním společnostem na výstavbu startovacích bytů. Zároveň slíbila poslat 25 000 dolarů na pomoc při zálohové platbě každému kupci prvního bydlení. Prohlásila, že bude naléhat na Kongres, aby prosazoval zákony o spravedlivém bydlení, a přijme zákon, který zakáže majitelům nemovitostí využívat služby, které „koordinují“ nájemné, a to přijetím zákona o prevenci algoritmického usnadňování kartelů v oblasti nájemního bydlení, a také vyzve Kongres, aby přijal zákon o zastavení predátorského investování tím, že zruší daňové úlevy pro firmy z Wall Street, které skupují velké množství rodinných domů.

#### Imigrace
Harrisová slíbila, že bude bojovat za „silnou ochranu hranic“ spolu se zaslouženou cestou k občanství. V době, kdy byla generální prokurátorkou, Harrisová vyzdvihovala svou práci v boji proti nadnárodním gangům, drogovým kartelům a obchodníkům s lidmi. V roce 2023 jako viceprezidentka Harrisová oznámila příslib 950 milionů dolarů od soukromých společností do středoamerických komunit na řešení příčin masové migrace, jako je chudoba. V době, kdy byla viceprezidentkou, Harrisová podpořila dvoustranický návrh zákona, který by financoval další pohraniční agenty a uzavřel hranici, pokud by byla příliš přeplněná, který byl Trumpem zamítnut. Trump vyzval republikány ve Sněmovně reprezentantů a v Senátu, aby návrh zákona zamítli, a argumentoval tím, že by poškodil jeho a republikánské kampaně za znovuzvolení a znemožnil jim kandidovat na imigraci jako na téma volební kampaně.
Harrisová prohlašuje, že imigrační systém je podle ní „rozbitý“ a je třeba ho opravit, a podle ní si to myslí i většina Američanů. V jejím předvolebním videu představeném 30. července 2024 se píše: „Kamala Harrisová podporuje zvýšení počtu agentů pohraniční stráže“ a vykresluje Trumpa jako neseriózního v otázce bezpečnosti hranic.

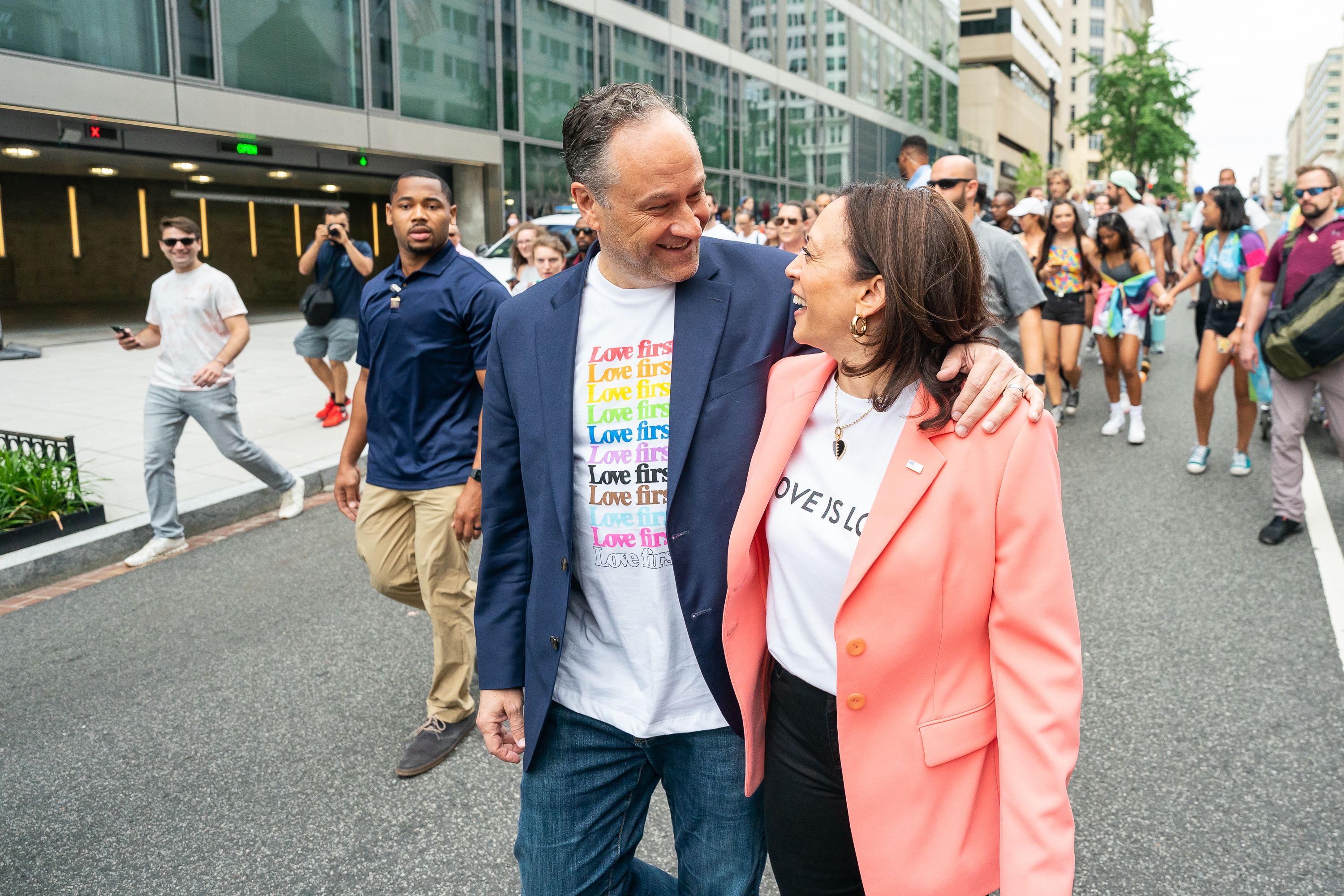
Kamala Harrisová se svým manželem na Capital Pride Walk v roce 2021

#### LGBTQ+ práva
Harrisová je silnou zastánkyní práv LGBTQ osob. V roce 2022 podepsal prezident Joe Biden zákon o respektování manželství, který do zákona zakotvil ochranu manželství osob stejného pohlaví a mezirasových manželství. Při slavnostním podpisu Harrisová a další osoby pronesly projevy a Biden Harrisové předal pero jako uznání za dlouholetou práci pro rovnost manželství. V roce 2023 Harrisová navštívila Stonewall Inn a odsoudila legislativní útoky na práva trans lidí ve státech po celé zemi.

#### Minimální mzda
Harris podporuje zvýšení federální minimální mzdy. Harrisová neuvedla konkrétní číslo federální minimální mzdy, kterou podporuje, ačkoli chválila státy, které ji zvýšily alespoň na 15 dolarů za hodinu.

#### Nejvyšší soud
Harrisová podpořila Bidenovu výzvu k omezení funkčního období soudců Nejvyššího soudu a ústavní dodatek, který by zvrátil rozhodnutí ve věci Trump vs. Spojené státy.

### Zahraniční politika

#### Čína

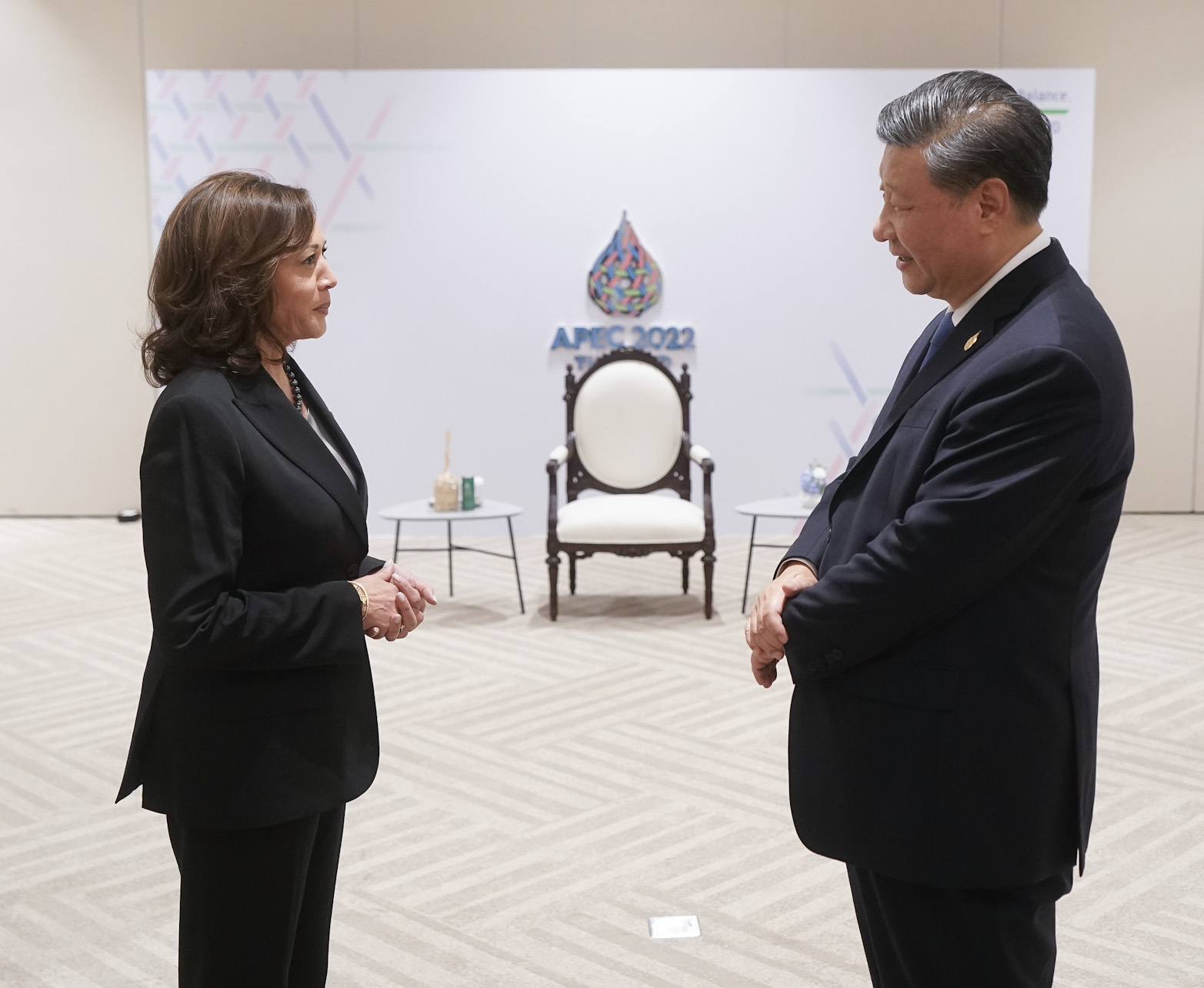
Setkání Harrisové s čínským prezidentem Si Ťin-pchingem

Během viceprezidentské debaty v roce 2020 Harrisová kritizovala uvalení cel na čínský dovoz bývalým prezidentem Donaldem Trumpem a obvinila republikány, že prohráli obchodní válku s Čínou a v důsledku toho přišli o statisíce pracovních míst.
Harrisová se vyslovila pro „odklon od Pekingu“, což je politika, která podporuje snižování ekonomické závislosti Západu na Číně. Očekává se, že bude pokračovat v prohlubování amerických aliancí v Asii a Tichomoří se záměrem omezit rostoucí moc Číny, a to jak ekonomicky, tak vojensky. Harrisová se již dříve vyslovila proti porušování lidských práv v Hongkongu a byla spoluautorkou zákona o lidských právech a demokracii v Hongkongu a zákona o politice lidských práv Ujgurů, jako senátorka odsoudila pronásledování Ujgurů a menšinových žen v západní Číně a podpořila sankce Marca Rubia trestající porušování lidských práv v regionu.

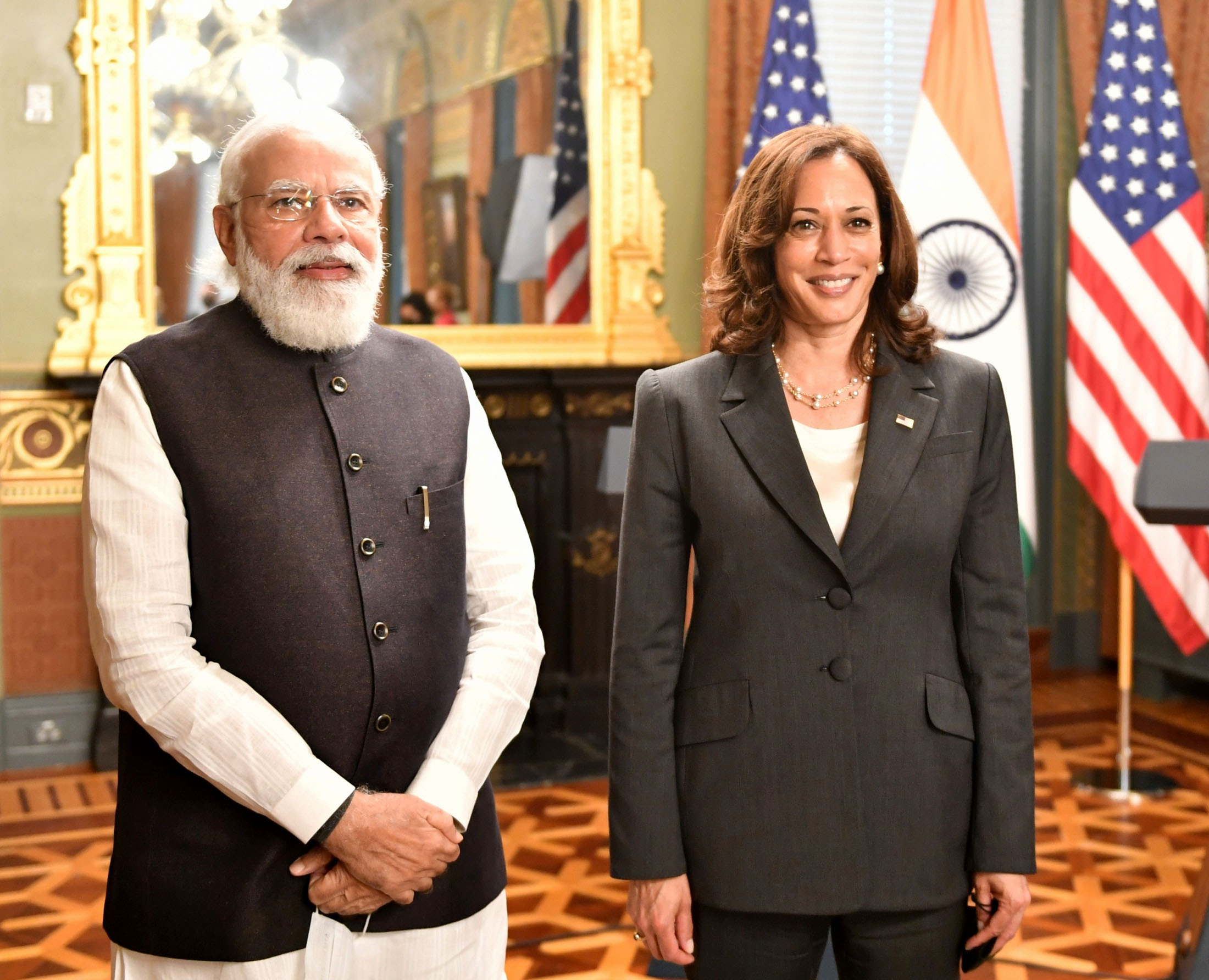
Kamala Harris a indický premiér Nárenda Módí v roce 2021

Během debat v roce 2019 také kritizovala Čínu za krádeže „našich výrobků, včetně našeho duševního vlastnictví“ a za dumping „nekvalitních výrobků do naší ekonomiky.“ Harrisová se již dříve vyslovila pro sebeobranu Tchaj-wanu, kritizovala čínské námořní obtěžování filipínských plavidel a podpořila svobodu plavby v Jihočínském moři.

#### Indie
V roce 2019 indický premiér Naréndra Módí zrušil článek 370, čímž ukončil poloautonomní status Kašmíru spravovaného Indií. Harrisová tento krok odsoudila s tím, že „musíme Kašmířanům připomenout, že nejsou na světě sami.“ V roce 2023 Harrisová uvítala Módího na státní večeři a pochválila indického premiéra za jeho vůdčí schopnosti.

#### Izrael

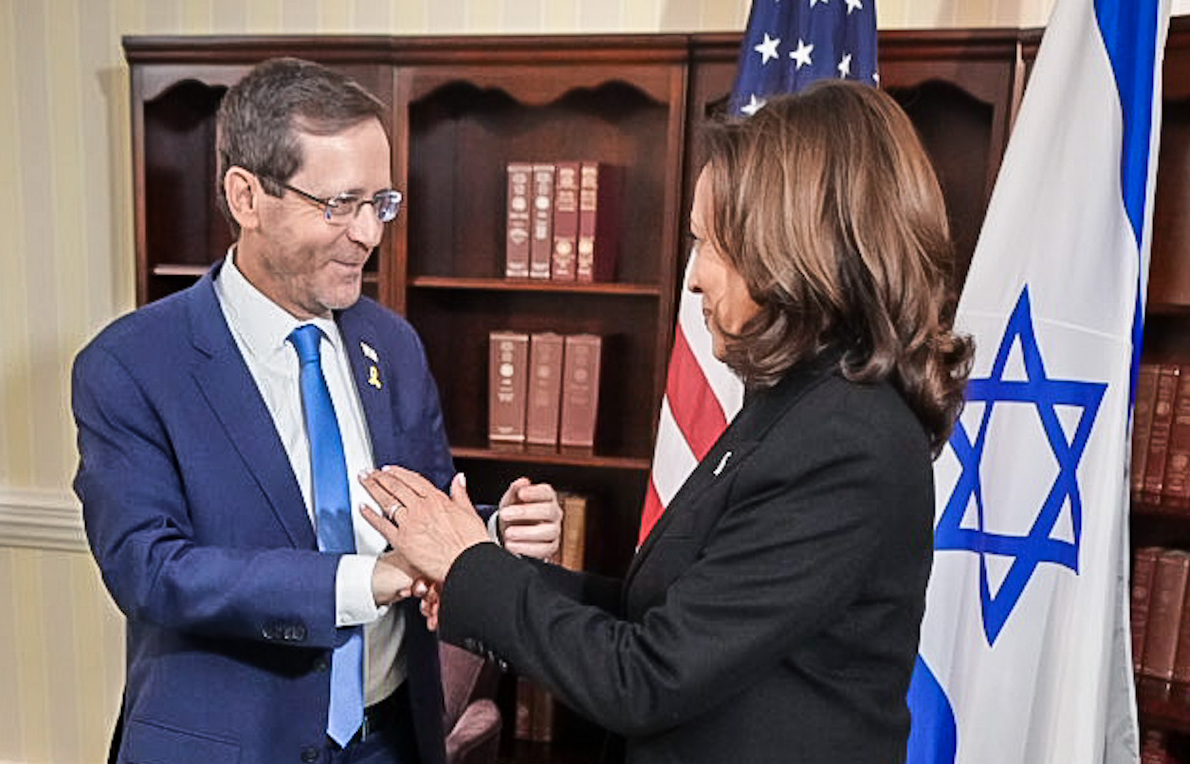
Kamala Harrisová při setkání s izraelským prezidentem Jicchakem Herzogem v roce 2024

Jako zastánkyně dvoustátního řešení je Harrisová považována za člověka, který má větší pochopení pro Palestince než Biden, který se označuje za sionistu a má dlouhou historii s izraelskými představiteli. Navzdory tomu analytici očekávají, že politika USA vůči Izraeli nebude v případě Harrisové zvolení výrazně ovlivněna. Pokud jde o válku mezi Izraelem a Hamásem, analytici očekávají, že Harrisová bude pokračovat v Bidenově přístupu.
Po útoku Hamásu na Izrael v roce 2023 Harrisová silně podpořila izraelskou ofenzívu a prohlásila, že „hrozba, kterou Hamás představuje pro izraelský lid, musí být eliminována“. Od té doby však postup Izraele, včetně jeho porušování lidských práv či blokování humanitární pomoci a humanitární krizi v Gaze kritizovala. V březnu 2024 se Harrisová postavila proti izraelské invazi do Rafáhu, vyzvala k okamžitému příměří v Gaze a uvedla, že situace v Gaze je „humanitární katastrofou“.

#### NATO a Ukrajina
Očekává se, že Harrisová bude obecně následovat Bidenovu zahraniční politiku v oblasti NATO a Ukrajiny, kterou podpořili po ruské invazi do země v roce 2022.